# 巴特勒鎮區 (密歇根州)
巴特勒鎮區（英語：Butler Township）是位於美國密歇根州布蘭奇縣的一個行政鎮區。

## 地方資料
巴特勒鎮區的面積為92.60平方千米，當中陸地面積為92.30平方千米，而水域面積為0.30平方千米。根據2020年美國人口普查的數據，當地共有人口1417人，而人口密度為每平方千米15.3人。